# Nocloa alcandra
Nocloa alcandra là một loài bướm đêm trong họ Noctuidae.